# Abbaye d'Igriș
L’abbaye d'Igriș (en roumain, Mănăstirea Igriș, en hongrois Egresi apátság, en allemand Kloster Egresch, en français Abbaye d'Hégerieux) est une ancienne abbaye cistercienne, fondée au XIIe siècle par des cisterciens de l'abbaye de Pontigny, et qui était située sur le territoire de l'actuelle Roumanie, mais à l'époque en Hongrie, et dans une région alors de langue allemande. Elle est détruite par les Ottomans en 1526.

## Histoire
L’abbaye d'Igriș a été fondée en 1179 par Agnès de Châtillon, la première femme du roi Béla III de Hongrie. Le monastère a été créé comme abbaye-filiale de l’abbaye des moines cisterciens de Pontigny, les premiers moines étant venus de la France aussi.
Le roi de Hongrie André II (mort en 1235), fils du roi Béla III de Hongrie et d’Agnès de Châtillon, les fondateurs de l’abbaye, y est enterré aux côtés de sa femme Yolande de Courtenay, qui est morte en 1233.
L'abbaye d'Igriș est le premier établissement monastique fondé sur le territoire roumain qui ait une bibliothèque d'envergure ; elle est donc très réputée, comptant notamment des volumes de l'Antiquité (Cicéron, Suétone, Sénèque, Quintilien).
En 1241, l'invasion mongole force de nombreuses familles des environs à se réfugier dans l'abbaye, mais les envahisseurs massacrent toute la population.
Le chanoine Roger de Varadin a décrit la destruction du monastère, dans son ouvrage Carmen miserabile :

« XXXII: De destructione Nove-uille et monasterii de Egres. Uersus Orodinum et Chandinum procedere inceperunt, in medio eorum, Noua-uilli dimissa, nomen cuius Pereg fuerat, in qua homines septuaginta uillarum fuerant congregati, et dimisso monasterio Egres Cisterciensis ordinis, in quod tanquam munitum castrum se milites et multe domine receperant. Nec Tartari loca illa aggredi uoluerunt, quousque circumcirca esset terra totaliter desolata. [...] Tantem post paucos dies, dictum claustrum seu monasterium Egres obsederunt, et appositis eidem multis machinis, cum in ipso existentes nequirent resistere, ad manus et fidem ipsorum se, ut uita potirentur, reddiderunt. » Magister Rogerius, Carmen miserabile.
« XXXII: De la destruction de l’habitat de Nova et du monastère d’Igriş. Vers Arad et Cenad, ils ont commencé se diriger et ils ont laissé en arrière Nova Villa, dont son nom avait été Pereg, où des gens de soixante-dix villages se sont rassemblés. Ils ont laissé en arrière aussi le monastère d’Igriş de l’ordre des cisterciens, où des soldats et beaucoup de dames se sont rassemblés comme dans une forteresse. Les Tartares n’ont pas voulus attaquer ces lieux-ci jusqu'à ce que le pays d’autour n'a pas été complètement pillé. [...] Après quelques jours ils ont assiégé le nommé cloître ou monastère d’Igriş,  en rangeant en face beaucoup de machines de guerre, de manière que ceux de l'intérieur ne puissent point résister et qu’ils se remettent entre leurs mains et leurs gardes, afin qu'ils conservent leur vie. » Magister Rogerius, Carmen miserabile.
L'abbaye est fermée en 1500 et détruite par les Ottomans en 1526.